# Vasily Andreyevich Zhukovsky
Vasily Andreyevich Zhukovsky (tiếng Nga: Василий Андреевич Жуковский, 29 tháng 1 năm 1783 – 12 tháng 4 năm 1852) là nhà thơ, nhà phê bình, dịch giả người Nga, viện sĩ thông tấn Viện Hàn lâm Khoa học Sankt-Peterburg.

## Tiểu sử và sự nghiệp
Vasily Zhukovsky sinh ở làng Mishinsky, tỉnh Tula, là con ngoài giá thú của địa chủ Afanasy Ivanovich Bunin và một người hầu gốc Thổ Nhĩ Kỳ. Đứa bé lấy họ của Andrey Ivanovich Zhukovsky, người mà theo yêu cầu của Anafsy Bunin đã làm bố đỡ đầu. Vasily Zhukovsky được học ở trường pansion của Đại học Quốc gia Moskva, say mê hội họa, ngoại ngữ và trở thành một học trò xuất sắc nhất của trường. Trong thời gian này Vasily Zhukovsky đã viết văn, làm thơ và chịu sự ảnh hưởng của nhà thơ Nikolai Mikhailovich Karamzin. Năm 1802 ông in bản dịch Elegy Written in a Country Church Yard (Bài thơ nghĩa địa) của nhà thơ Thomas Gray gây được sự chú ý của dư luận. Năm 1804 ông in bản dịch từ tiếng Pháp cuốn Don Quixote de la Mancha của văn hào Miguel de Cervantes cũng được chào đón nồng nhiệt. Riêng bản dịch của bài Elegy Written in a Country Church Yard, sau hơn 200 năm, vẫn chưa ai có thể dịch hay bằng Zhukovsky.
Năm 1808 ông được cử làm tổng biên tập của tờ tạp chí danh tiếng Вестник Европы (Tin châu Âu), nơi trước đấy ông từng in bản dịch của bài Elegy Written in a Country Church Yard. Thời kỳ này ông viết nhiều, ngoài thơ, truyện, ông còn viết phê bình và giới thiệu cho nhiều cuốn sách. Những năm 1820–1830 ông dịch Friedrich Schiller, Johann Wolfgang von Goethe, Walter Scott, Lord Byron và cả tác phẩm Слово о Полку Игореве (Câu chuyện về cuộc hành binh Igor) ra tiếng Nga hiện đại. Năm 1842 ông bắt đầu dịch Odyssey của Homer (in năm 1848 và 1849). Nhà phê bình Vissarion Belinsky gọi Zhukovsky là "Cristoforo Colombo của nền văn học Nga". Aleksandr Sergeyevich Pushkin gọi Zhukovsky là "người vú nuôi" của các nhà thơ. Sau khi Pushkin viết xong trường ca Руслан и Людмила, Zhukovsky tặng ông bức chân dung của mình có đề dòng chữ "Người thầy chiến bại tặng người học trò chiến thắng" (Победителю ученику от побежденного учителя).
Năm 1841, ở tuổi 58 Zhukovsky mới cưới vợ, là con gái của một người bạn, trẻ hơn ông 40 tuổi. Những năm cuối đời ông và gia đình sống ở Đức. Ông mất ở Baden-Baden, Đức năm 1852.

### Tác phẩm

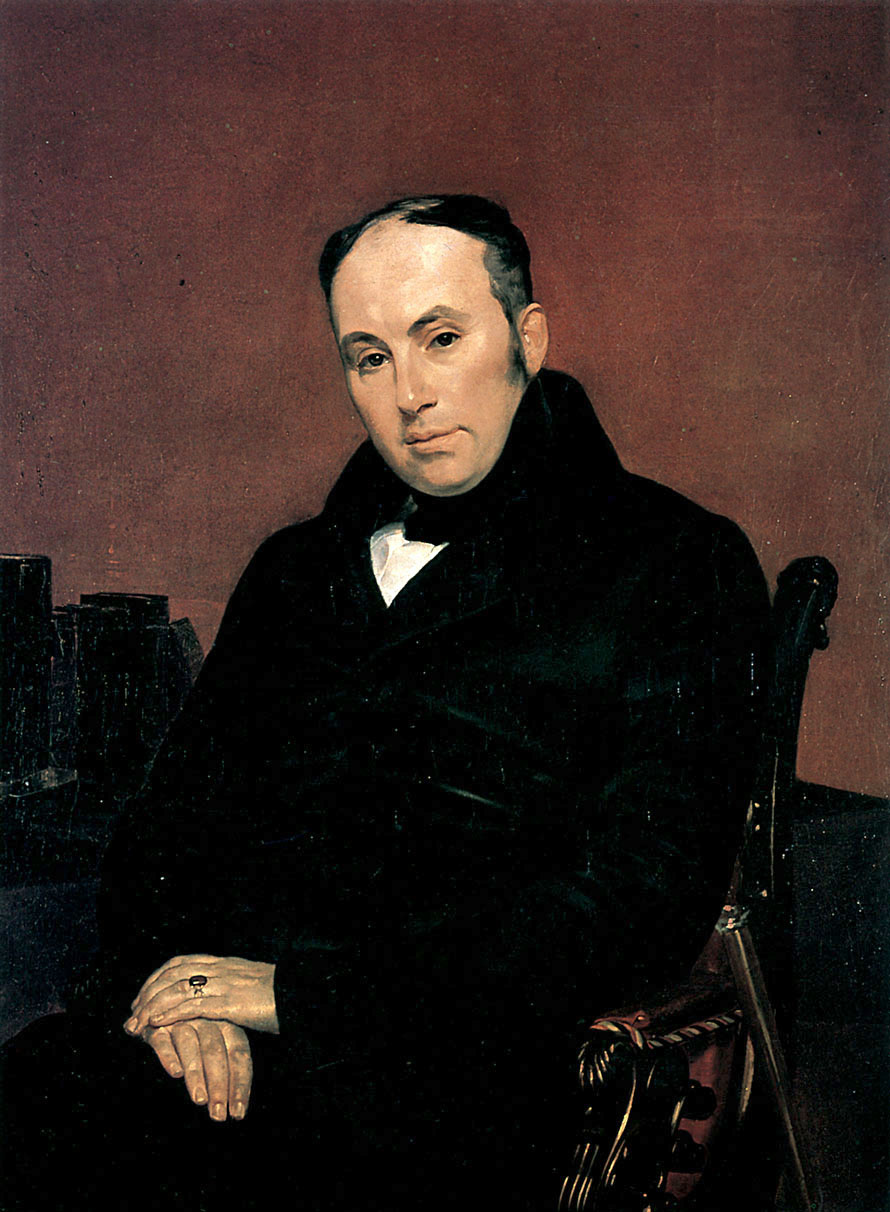
Vasily Andreyevich Zhukovsky

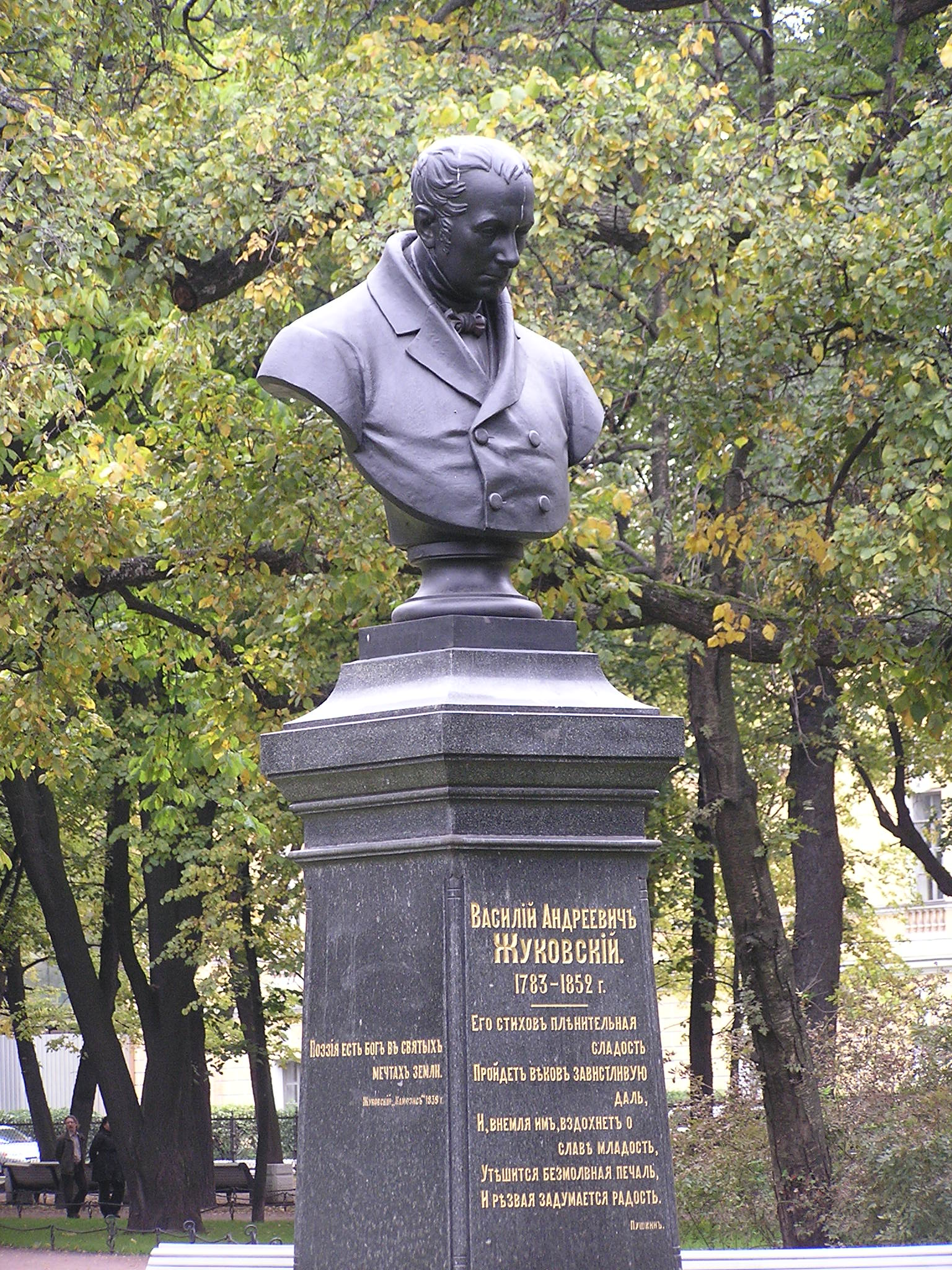
Tượng Vasily Zhukovsky ở Saint Petersburg

- Сельское кладбище (1802, вольный пер. из Т. Грея)
- Славянка (1816)
- Вечер (1806)
- Море (1822)
- Кольцо души-девицы... (1816)
- Послания (Тургеневу, в ответ на его письмо, 1813), оды, идиллии
- Людмила (1808) (вольные переложения баллады Г. А. Бюргера "Ленора")
- Светлана (1808-12) (вольные переложения баллады Г. А. Бюргера "Ленора")
- Двенадцать спящих дев (ч. 1 - "Громобой", 1810; ч. 2 - "Вадима", 1814-17)
- Лесной царь (1818)
- Рыбак (1818)
- Рыцарь Тогенбург (1818)
- Замок Смальгольм, или Иванов вечер (1822)
- Кубок (1825-31)
- Суд Божий над епископом (1831)
- Ленора (1831)
- К ней (1811, опубл. 1827)
- Певец во стане русских воинов (1812)
- К месяцу (1817)
- Ночной смотр (1836)
- А. С. Пушкин (1837)
- Шильонский узник (1822) (Перевод Дж. Байрона)
- Ундина (1837) (Перевод Ф. де Ламотт Фуке)
- Наль и Дамаянти (1844) (часть индийской поэмы "Махабхарата")
- Рустем и Зораб (1849) (часть поэмы Фирдоуси "Шахнаме")
- Одиссея (Гомер) (1849; нов. изд. - 1982) (Перевод Гомера)
- Повесть "Марьина роща" (1809)
- Писатель в обществе (1808)
- О басне и баснях Крылова (1809)
- О сатире и сатирах Кантемира (1810)

## Một vài bài thơ
| Песня Когда я был любим, в восторгах, в наслажденье, Как сон пленительный, вся жизнь моя текла. Но я тобой забыт,- где счастья привиденье? Ах! счастием моим любовь твоя была! Когда я был любим, тобою вдохновенный, Я пел, моя душа хвалой твоей жила. Но я тобой забыт, погиб мой дар мгновенный: Ах! гением моим любовь твоя была! Когда я был любим, дары благодеянья В обитель нищеты рука моя несла. Но я тобой забыт, нет в сердце состраданья! Ах! благостью моей любовь твоя была! К ней Имя где для тебя? Не сильно смертных искусство Выразить прелесть твою! Лиры нет для тебя! Что песни? Отзыв неверный Поздней молвы о тебе! Если б сердце могло быть Им слышно, каждое чувство Было бы гимном тебе! Прелесть жизни твоей, Сей образ чистый, священный,- В сердце - как тайну ношу. Я могу лишь любить, Сказать же, как ты любима, Может лишь вечность одна! 19 марта 1823 Ты предо мною Стояла тихо. Твой взор унылый Был полон чувства. Он мне напомнил О милом прошлом.. Он был последний На здешнем свете. Ты удалилась, Как тихий ангел; Твоя могила, Как рай, спокойна! Там все земные Воспоминанья, Там все святые О небе мысли. Звезды небес, Тихая ночь!.. | Bài ca Khi anh yêu, anh sung sướng hân hoan Cuộc đời anh như giấc mơ tuyệt đẹp. Nhưng em quên anh – đâu niềm hạnh phúc? Tình yêu em là hạnh phúc của anh! Khi anh yêu, anh cảm xúc bằng em Anh hát lên, hồn sống bằng ca ngợi. Nhưng em quên anh, tài năng chết yểu Tình yêu em là thiên tài của anh! Khi anh yêu, những ân huệ của mình Bàn tay anh mang về nơi nghèo khó. Nhưng em quên anh, không còn đau khổ! Tình yêu em là ân huệ của anh! Gửi nàng Tên nơi nào cho em? Không là nghệ thuật của người trần mắt thịt Thể hiện vẻ đẹp của em! Thiên cầm không có cho em! Còn bài hát? Là lời không chung thủy Của tin đồn rất muộn về em! Và giá như có thể con tim Nghe ra lời, thì tình cảm Đã là bài hát cho em! Vẻ đẹp của cuộc đời em Là hình bóng trắng trong và thánh thiện Anh mang như điều bí mật trong tim. Anh chỉ biết yêu người Còn em yêu thế nào, em hãy nói Có thể vĩnh hằng chỉ một mà thôi! Ngày 19 tháng 3 năm 1823 Trước mặt anh Em đứng trong lặng lẽ. Ánh mắt em nhìn buồn bã Và tình cảm ngập tràn. Anh nhớ ánh mắt nhìn Nhớ về quá khứ thân thương.. Ánh mắt nhìn sau cuối Trong ánh sáng trần gian. Em đi về chốn xa xăm Như thiên thần lặng lẽ Và mộ chí của em Như thiên thần lặng lẽ! Tất cả bây giờ ở đó Những hồi tưởng trần gian Tất cả bây giờ ở đó Những suy nghĩ thánh thần. Những ngôi sao của trời xanh Và đêm lặng lẽ!… Bản dịch của Nguyễn Viết Thắng. |